# Solanum densevestitum
Solanum densevestitum är en potatisväxtart som beskrevs av Ferdinand von Mueller och George Bentham. Solanum densevestitum ingår i släktet skattor som ingår i familjen potatisväxter. Inga underarter finns listade i Catalogue of Life.